# 나카하라 주야
나카하라 주야(일본어: 中原中也, 1907년 4월 29일~1937년 10월 22일)는 일본의 문학가이다.
어린 나이부터 시에 관심을 보여, 30세의 이른 나이에 결핵성 뇌막염으로 요절하기까지 생애 동안 350편 이상의 시를 써내며 왕성하게 활동하였다. 샤를 보들레르와 장 니콜라 아르튀르 랭보 등의 작품에 심취해 프랑스어를 배우고 프랑스시 번역가로도 활동했으며, 다다이즘의 영향을 받아 독특한 문체로 일본의 대표적 다다 시인으로 평가된다. 그 밖에 여러 문학가와 가까이 교류하며 영향을 미쳤다.

## 우리말 번역
- 엄인경 옮김, 《염소의 노래》, 필요한책, 2019년 8월 26일(원문 수록)/2021년 4월 9일(원문 미수록)
- ―, 《지난날의 노래》, ―, 2021년 4월 9일

## 같이 보기
- 다다이즘
- 일본의 근현대문학사